# Kebechsenuef
Kebechsenuef (auch Qebehsenuef) war einer der vier Horussöhne und Kanopengötter, die die mumifizierten Eingeweide beschützten. Als seine Eltern gelten der Gott „Horus der Ältere“ (Haroeris) und die Göttin Isis.

## Darstellung
Kebechsenuef wird zunächst menschengestaltig dargestellt, seit dem Neuen Reich mit dem Kopf eines Falken. Über seine Darstellung mit Tierkopf gibt es zudem, wie auch bei Duamutef, in der Literatur unterschiedliche Angaben: Einerseits erfolgt die Zuweisung eines Falkenkopfes, andererseits die eines Schakalkopfes.

## Bedeutung als Schutzgott der Kanopen
Zusammen mit den drei anderen Horussöhnen Amset, Hapi und Duamutef beschützte er die mumifizierten Eingeweide. Ihm unterstand der Schutz der Unterleibsorgane (Gedärme).

## Bedeutung in der Mythologie
Die Pyramidentexte nennen Kebechsenuef als Schutzgott der Toten und ihren Helfer beim Aufstieg in den Himmel. Über die Inschriften auf den Kanopenkrügen und den dazugehörigen Kanopenkästen wird Kebechsenuef angerufen.
Im Osiris-Zyklus ist Kebechsenuef, ebenso wie die übrigen Horussöhne, „eine der Stundenwachen an der Leiche des Osiris“. Er ist der Schutzgott der vierten Tages- und der vierten Nachtstunde von dem zu beiden Zeiten heißt: „Kebechsuenef kommt um dich zu schauen, er wehrt dir den (Gegner), der hinter dir herankommt, ab.“
Der Mythologie zufolge wurde er von Horus wie auch seine Geschwister als Wächter der Himmelsrichtungen bestimmt und als Krönungsbote nach Westen gesandt. Wie alle Horussöhne ist auch Kebechsenuef ein Sterngott. Mit Duamutef bildet er in Hierakonpolis ein Paar, das als „Seele“ verehrt wurde und die Hände des Horus bewacht. Seine Schutzgöttin ist Selket.

### Belletristik
- Alexander Graeff: Kebehsenuf. (= Edition Belletristik. Q49). 1. Auflage, neue Ausgabe, Verlagshaus J. Frank, Berlin 2014, ISBN 978-3-940249-89-0.